# (24819) 1994 XY4
1994 أكس واي 4 (ويعرف أيضًا باسم (24819) 1994 أكس واي 4 وفق تسمية الكوكب الصغير) (بالإنجليزية: 1994 XY4)‏ هو كويكب ضمن حزام الكويكبات؛ وترتيبه 24819 من حيث الاكتشاف.
اكتُشف هذا الجُرم الفلكي بواسطة روبرت إتش ماكنوت في 6 ديسمبر 1994.

## وصلات خارجية
- (24819) 1994 XY4 في قاعدة بيانات مختبر الدفع النفاث لأجرام النظام الشمسي الصغيرة

- الاكتشاف · مخطط المدار ·  العناصر المدارية · المعلمات المادية

- (24819) 1994 XY4 على موقع ويكي سكاي: DSS2, SDSS, GALEX, IRAS, Hydrogen α, X-Ray, Astrophoto, Sky Map, Articles and images